# Carlos Drummond de Andrade

Carlos Drummond de Andrade, 1970

Carlos Drummond de Andrade (* 31. Oktober 1902 in Itabira, Minas Gerais; † 17. August 1987 in Rio de Janeiro) war ein brasilianischer Lyriker.

## Leben

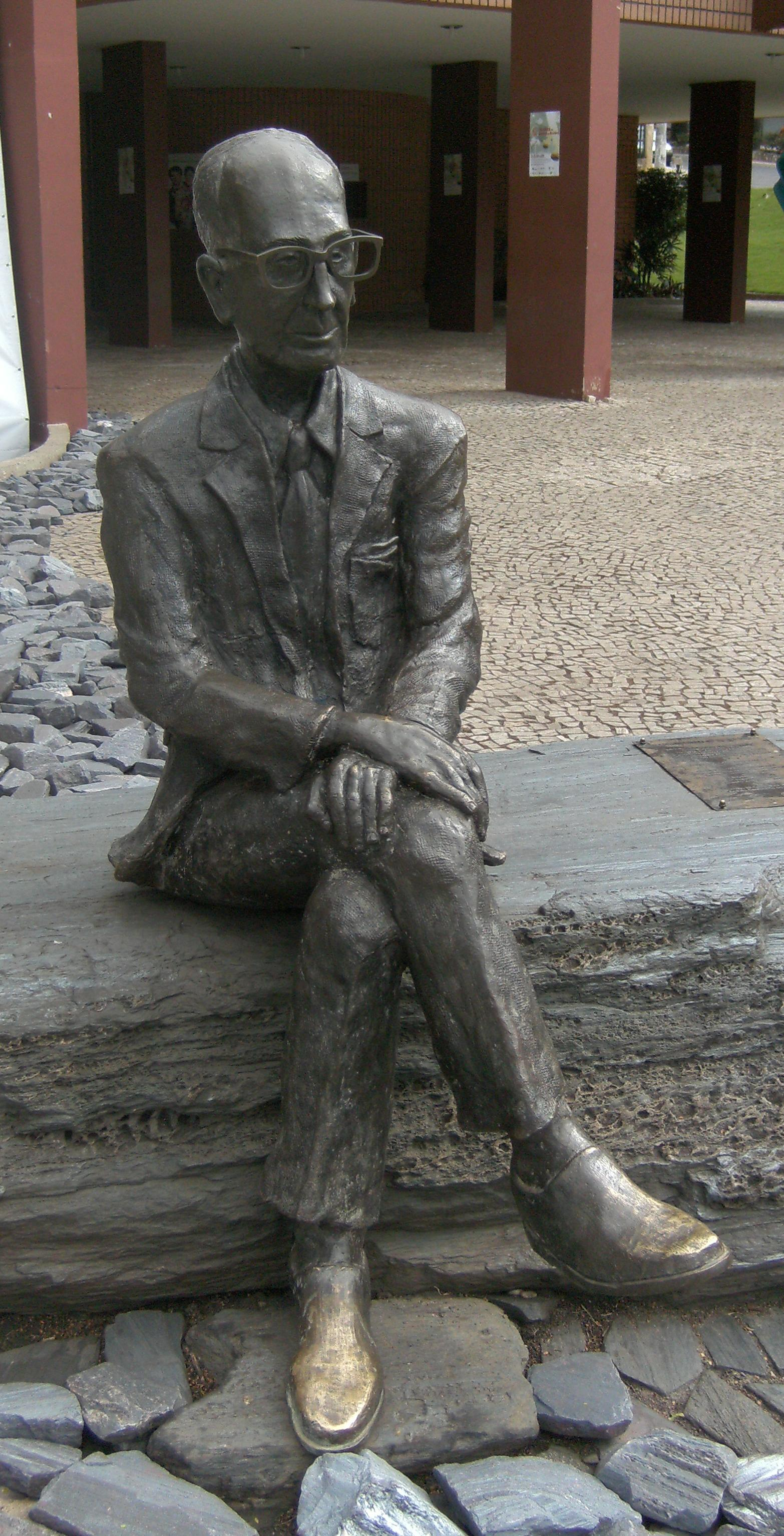
Skulptur vor dem Kulturzentrum Itabiras

Seine Schulzeit in Itabira (Minas Gerais), Belo Horizonte und bei den Jesuiten in Nova Friburgo (RJ) beendete der Sohn einer Oberschichtfamilie mit einem Schulverweis wegen „geistiger Nichtunterordnung“. 1921 beginnt er, bei der Zeitung Diário de Minas zu arbeiten. 1925 schließt er auf Druck der Familie ein Pharmaziestudium in Ouro Preto ab; für diesen Beruf hat er allerdings wenig Interesse. Zu jener Zeit hat er als Redakteur des Diário de Minas bereits Kontakt zu den Modernisten von São Paulo geknüpft und die Zeitschrift A Revista gegründet.
Im Jahr 1928 erscheint sein erstes Gedicht No meio do Caminho (Mitten auf dem Weg). Seine Heimatverbundenheit drückt sich zum Beispiel in dem Gedicht O maior trem do mundo (Der längste Zug der Welt) aus. Spätere Werke, meistens in der Ich-Form geschrieben, finden ihre Poesie in den einfachen Dingen des Seins, wie zum Beispiel O amor natural, eine Sammlung erotischer Gedichte aus den letzten Lebensjahren, die auf seinen Wunsch hin erst nach seinem Tod 1987 veröffentlicht wurden. 
1934 zieht er nach Rio de Janeiro, wo er bis 1945 als Kabinettschef des Bildungsministers Gustavo Capanema arbeitet. Mitte der 1940er Jahre trat Carlos Drummond de Andrade der Kommunistischen Partei Brasiliens bei. Danach arbeitet er bis 1962 beim Serviço do Patrimônio Histórico e Artístico Nacional, einer Art Denkmal- und Kulturamt. Während der gesamten Zeit schreibt er auch für diverse Zeitungen und Journale.
Während des Zweiten Weltkriegs setzt er sich in seiner Lyrik mit der Unterdrückung auseinander. Neben Gedichten veröffentlichte er eine Reihe von Essays und Prosabänden. Er übersetzte auch namhafte Werke aus dem Französischen ins Portugiesische. 1982 wurde er mit dem Prêmio Juca Pato ausgezeichnet. Seit 1975 war er auswärtiges Ehrenmitglied der American Academy of Arts and Letters.
Auf Deutsch sind von Drummond de Andrade nur Gedichtbände erschienen.

## Werke
Zu Lebzeiten des Autors erschienen etwa 50 selbständige Publikationen mit Lyrik und Prosa.
- Deutsche Übersetzungen
  - Poesie. portugiesisch und deutsch. Übersetzung von Curt Meyer-Clason, Suhrkamp, Frankfurt am Main 1965.
  - Gedichte. portugiesisch und deutsch. Übersetzung von Curt Meyer-Clason, Suhrkamp, Frankfurt am Main 1982, ISBN 978-3-518-01765-4.

## Ehrung
- 2002 Brasilien: 20 Reals-Gedenkmünze zur 100-Jahr-Feier seiner Geburt. Gold-900fein, 8 g. 2500 Stück
- 2002 Brasilien:  2 Reals-Gedenkmünze zur 100-Jahr-Feier seiner Geburt. Silber-999fein, 28 g. 7000 Stück